# Microserica pentaphylla
Microserica pentaphylla är en skalbaggsart som beskrevs av Moser 1916. Microserica pentaphylla ingår i släktet Microserica och familjen Melolonthidae. Inga underarter finns listade i Catalogue of Life.